# Libellus de medicinalibus indorum herbis

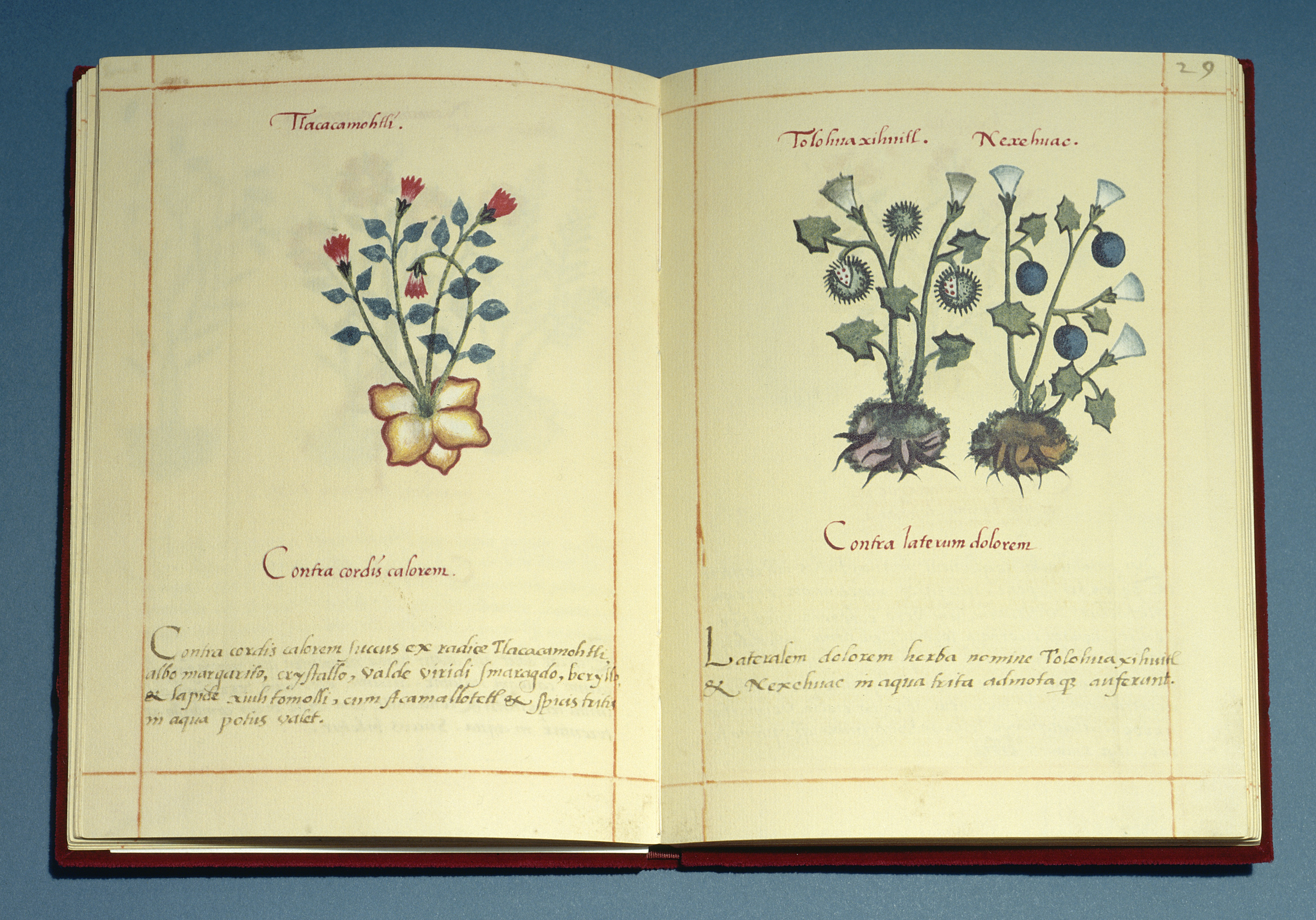
Libellus de medicinalibus indorum herbis

Libellus de medicinalibus indorum herbis (Мала книга про лікарські трави індіанців), також відомий під назвами Рукопис Бадіано, Кодекс де ла Крус-Бадіано і Кодекс Барберіні — один з ацтекських кодексів-рукописів, що є латинським перекладом з праці Мартіна де ла Круса.
Натепер зберігається в бібліотеці Національного інституту антропології та історії (Мехіко). Копія — у Королівській бібліотеці Великої Британії (Віндзор).

## Історія
Складено до 1552 року мовою науатль (латиницею) Мартіном де ла Крусом з коледжу Санта-Крус-Тлателолько. На замовлення Франсиско де Мендоса, сина Антоніо де Мендоса, віце-короля Нової Іспанії, Хуан Бадіано переклав текст латиною. Водночас оригінал на науатлі не зберігся. Після цього книгу відправлено до Іспанії, де до початку XVII ст. зберігалася у королівській бібліотеці. Тоді кодекс знайшов Дієго де Кортавіло-і-Санабрія, фармацевт короля Філіппа IV.
Згодом опинився у власності кардинала Франческо Барберіні. Секретар останнього Касіан дель Поццо зробив копію. Залишався у бібліотеці Барберіні до 1902 року, коли ця бібліотека стала частиною Ватиканської бібліотеки. У 1990 році Папа Римський Іоанн Павло II повернув його уряду Мексики.
Копія, зроблена дель Поццо, зберігалася у його спадкоємців, була частиною колекції дель Поццо. Була викуплена Папою Римським Климентом XI, який продав небожу — кардиналу Алессандро Альбані, а той у 1762 році перепродав Георгу III, королю Великої Британії. Останній помістив твір у королівську бібліотеку.
У 1939 році американським дослідником Вільямом Ґейтсом було здійснено перше ґрунтовне видання цього кодексу (у 2000 році вийшла друга редакція). У 1952 році видано кодекс в Іспанії. У 1964 році (1991 року — друге видання) здійснено повнокольорове видання та переклад іспанською мовою у м. Мехіко.

## Опис
Створено на європейському папері. Застосовані кольори: чорний, зелений, жовтий та червоний.

## Зміст
Є важливим джерелом для розуміння знань ацтеків у ботаніці та медицині. Складається з 13 розділів. Перші розділи розповідають про якусь частину тіла та відповідне захворювання: голова, очі, вуха, ніс, зуби, щоки, груди, живіт, коліна і п'яти. Наступні розділи — про ліки від втоми, психічні захворювання, хвороби жінок та дітей, гінекологічні хвороби, пов'язані з повітрям, наведені ознаки близької смерті. В рукописі згадується 227 лікарських рослин, 6 тварин та 1 мінерал, проте наведено лише 185 малюнків рослин.